# Championnat de Hong Kong de football 2025-2026
Navigation
Hong Kong Premier League 2024-2025 Hong Kong Premier League 2026-2027
La saison 2025-2026 de Hong Kong Premier League est la 12e édition du Championnat de Hong Kong de football, mais c'est la 115e fois que le titre de champion de Hong Kong est remis en jeu. 
Le Tai Po FC est le tenant du titre après avoir remporté pour la 2e fois la compétition alors que le Eastern District SA rejoint ce niveau de la compétition.

## Réglement
La Hong Kong Premier League est composé de dix clubs qui s'affrontent tous lors de confrontation aller et retour avant d'être divisé en deux sous-groupe. Les cinq premiers s'affrontent à une reprise un nouvelle fois ainsi que les cinq dernier selon un tirage dépendant de leur classement au bout des 18 premières journées. Le champion est l'équipe qui obtient le plus grand nombre de points après les 22 journées de championnat. À la fin de la compétition, le champion et le vainqueur de la Coupe de Hong Kong de football 2025-2026 se qualifient pour la Ligue des champions 2 2026-2027 et le dernier est relégué en Hong Kong First Division League l'année suivante. 
Le classement est calculé avec le barème de points suivant : une victoire vaut trois points, le match nul un. La défaite ne rapporte aucun point.
À égalité de points, les critères de départage sont les suivants :
1. Plus grand nombre de points dans les confrontations directes ;
2. Plus grande différence de buts dans les confrontations directes ;
3. Plus grand nombre de buts marqués dans les confrontations directes ;
4. Plus grande différence de buts générale ;
5. Plus grand nombre de buts marqués ;
6. Classement du Fair-play.

Les règles 1,2 et 3 de départage des clubs lors des rencontres disputées entre eux ne peuvent s’appliquer que si les deux matchs les ayant opposés ont été joués.

## Participants
L'édition 2025-2026 est la 1re édition à dix équipes, le promu de Hong Kong First Division League est le Eastern District SA.
| Club                 | Ville        | Classement 2024-2025 | Stade                        | Capacité |
| -------------------- | ------------ | -------------------- | ---------------------------- | -------- |
| Tai Po FC            | Tai Po       | 1er                  | Tai Po Sports Ground         | 3 200    |
| Lee Man FC           | Kowloon      | 2e                   | Tseung Kwan O Sports Ground  | 3 500    |
| Eastern SC           | Kowloon      | 3e                   | Mong Kok Stadium             | 6 664    |
| Kitchee SC           | Wan Chai     | 4e                   | Mong Kok Stadium             | 6 664    |
| Southern District FC | Aberdeen     | 5e                   | Aberdeen Sports Ground       | 9 000    |
| Kowloon City DSA     | Kowloon      | 6e                   | Sham Shui Po Sports Ground   | 2 194    |
| Hong Kong Rangers FC | Île Tsing Yi | 7e                   | Tsing Yi Sports Ground       | 1 500    |
| North District FC    | Sheung Shui  | 8e                   | North District Sports Ground | 2 200    |
| Hong Kong FC         | Happy Valley | 9e                   | Hong Kong FC Stadium         | 2 750    |
| Eastern District SA  | Siu Sai Wan  | 8e                   | Siu Sai Wan Sports Ground    | 12 000   |

Légende des couleurs
- Phase de groupe de la Ligue des champions 2 2025-2026
- Promu de la Hong Kong First Division League 2024-2025

| \| Eastern SC Kitchee SC Hong Kong FC Kowloon City DSA Lee Man FC North District FC Hong Kong Rangers FC Southern District FC Tai Po FC Eastern District SA \| Localisation des clubs engagés dans le championnat. |
| Eastern SC Kitchee SC Hong Kong FC Kowloon City DSA Lee Man FC North District FC Hong Kong Rangers FC Southern District FC Tai Po FC Eastern District SA                                                           |

## Compétition

### Classement
| Rang | Équipe                | Pts | J | G | N | P | Bp | Bc | Diff |
| ---- | --------------------- | --- | - | - | - | - | -- | -- | ---- |
| 1    | Eastern SC            | 0   | 0 | 0 | 0 | 0 | 0  | 0  | 0    |
| 2    | Eastern District SA P | 0   | 0 | 0 | 0 | 0 | 0  | 0  | 0    |
| 3    | Hong Kong FC          | 0   | 0 | 0 | 0 | 0 | 0  | 0  | 0    |
| 4    | Kitchee SC            | 0   | 0 | 0 | 0 | 0 | 0  | 0  | 0    |
| 5    | Kowloon City DSA      | 0   | 0 | 0 | 0 | 0 | 0  | 0  | 0    |
| 6    | Lee Man FC            | 0   | 0 | 0 | 0 | 0 | 0  | 0  | 0    |
| 7    | North District FC     | 0   | 0 | 0 | 0 | 0 | 0  | 0  | 0    |
| 8    | Hong Kong Rangers FC  | 0   | 0 | 0 | 0 | 0 | 0  | 0  | 0    |
| 9    | Southern District FC  | 0   | 0 | 0 | 0 | 0 | 0  | 0  | 0    |
| 10   | Tai Po FC             | 0   | 0 | 0 | 0 | 0 | 0  | 0  | 0    |

| Légende : Qualifications et relégations | Légende : Qualifications et relégations                                                                            |
| --------------------------------------- | --- |
|                                         | Phase de groupe de la Ligue des champions 2 2026-2027                                                              |
|                                         | Tour préliminaire de la Ligue des champions 2 2026-2027                                                            |
|                                         | Relégation en Hong Kong First Division League                                                                      |
|                                         | T : Tenant du titre P : Promus de Hong Kong First Division League C : Vainqueur de la Coupe de Hong Kong 2025-2026 |

### Résultats
| Résultats (▼dom., ►ext.)                                   | ESC | ESA | HK | KSC | KCD | LM | ND | HKR | SD | TP | ESC | ESA | HK | KSC | KCD | LM | ND | HKR | SD | TP |
| Eastern SC                                                 |     | -   | -  | -   | -   | -  | -  | -   | -  | -  |     |     |    |     |     |    |    |     |    |    |
| Eastern District SA                                        | -   |     | -  | -   | -   | -  | -  | -   | -  | -  |     |     |    |     |     |    |    |     |    |    |
| Hong Kong FC                                               | -   | -   |    | -   | -   | -  | -  | -   | -  | -  |     |     |    |     |     |    |    |     |    |    |
| Kitchee SC                                                 | -   | -   | -  |     | -   | -  | -  | -   | -  | -  |     |     |    |     |     |    |    |     |    |    |
| Kowloon City DSA                                           | -   | -   | -  | -   |     | -  | -  | -   | -  | -  |     |     |    |     |     |    |    |     |    |    |
| Lee Man FC                                                 | -   | -   | -  | -   | -   |    | -  | -   | -  | -  |     |     |    |     |     |    |    |     |    |    |
| North District FC                                          | -   | -   | -  | -   | -   | -  |    | -   | -  | -  |     |     |    |     |     |    |    |     |    |    |
| Hong Kong Rangers FC                                       | -   | -   | -  | -   | -   | -  | -  |     | -  | -  |     |     |    |     |     |    |    |     |    |    |
| Southern District FC                                       | -   | -   | -  | -   | -   | -  | -  | -   |    | -  |     |     |    |     |     |    |    |     |    |    |
| Tai Po FC                                                  | -   | -   | -  | -   | -   | -  | -  | -   | -  |    |     |     |    |     |     |    |    |     |    |    |
| - Victoire à domicile - Match nul - Victoire à l'extérieur |     |     |    |     |     |    |    |     |    |    |     |     |    |     |     |    |    |     |    |    |

## Bilan de la saison
| Championnat de Hong Kong de football 2025-2026 |   |
| Champion                                       |   |
| Coupes et trophées                             |   |
| Vainqueur de la Coupe de Hong Kong 2025-2026   | 0 |
| Qualifications continentales                   |   |
| Ligue des champions 2                          |   |
| Promotions et relégations                      |   |
| Promus en Hong Kong Premier League             |   |
| Relégués en Hong Kong First Division League    |   |